# باول سميث (لاعب كريكت بريطاني)
باول سميث (1964 - ) (بالإنجليزية: Paul Smith)‏ هو لاعب كريكت بريطاني.